# Suika shintō
Le Suika shintō (垂加神道) est un courant du shintō développé par Yamazaki Ansai (1619-1682) pendant l'époque d'Edo. C'est une forme de syncrétisme entre approche traditionnelles du shintō et la doctrine néoconfucianiste du régime. Ce courant qui préfigure le Shintoïsme d'État de l'ère Meiji.

## Sources
1. ↑  « Shushi-gaku », Dictionnaire historique du Japon, vol. 18 (S),‎ 1992, p. 116-117 (lire en ligne, consulté le 10 décembre 2024).
2. ↑  « Suika shintō », Dictionnaire historique du Japon, vol. 18 (S),‎ 1992, p. 153 (lire en ligne, consulté le 23 octobre 2024).